# Ulla
Ulla ist ein weiblicher Vorname.

## Herkunft und Bedeutung
Ulla ist eine in Deutschland verbreitete Kurzform des Vornamen Ursula; es kann auch eine Kurzform zu Ulrike sein. Ulla als originäre Form findet sich in Dänemark, Finnland und Schweden.

## Namensträgerinnen
Soweit bekannt, ist der eigentliche Vorname angegeben, wenn es sich bei Ulla um den Rufnamen handelt:

### A
- Ulla Ackermann, geb. Schmitz (* 1950), deutsche Reisejournalistin
- Ulla Andersen (* 1946), dänische Schauspielerin

### B
- Ulla Baur (* 1960), deutsche Geigerin
- Ulla Berghammer, geb. Ursula Much (1887–1957), deutsche Politikerin
- Ulla Bergryd (1942–2015), schwedische Schauspielerin
- Ulla Berkéwicz (* 1948 als Ursula Schmidt), deutsche Schauspielerin, Schriftstellerin und Verlegerin
- Ulla Beushausen (* 1961), deutsche Professorin für Logopädie
- Ulla Bock (* 1950), deutsche Soziologin
- Ulla Bonas (* 1955), deutsche Genetikerin und Professorin für Molekulare Pflanzengenetik
- Ulla Bosse (* 1952), deutsche Psychologin
- Ulla von Brandenburg (* 1974), deutsche Malerin, Grafikerin, Installations- und Videokünstlerin und Professorin für Kunst und Malerei
- Ulla Brede-Hoffmann (* 1950 als Ursula Brede), deutsche Politikerin (SPD)
- Ulla Burchardt (* 1954 als Ursula Burchardt), deutsche Politikerin (SPD)
- Ulla Bussek (* 1943), deutsche Politikerin (GAL)

### D
- Ulla van Daelen (* 1962; eigentlich Ursula Gramsch), deutsche Harfenistin
- Ulla Dydo, geb. Ursula Eder (1925–2017), schweiz-amerikanische  Autorin, Redakteurin und renommierte Gertrude-Stein-Expertin

### F
- Ulla Fiebig (* 1974), deutsche Juristin und Journalistin
- Ulla Fix (* 1942), deutsche Sprachwissenschaftlerin
- Ulla Flegel (* 1939), österreichische Fünfkämpferin, Hochspringerin, Sprinterin und Hürdenläuferin
- Ulla Fölsing (* 20. Jh.), deutsche Journalistin
- Ulla Fröhling, geb. Engelmann (* 1945), deutsche Autorin und Journalistin

### G
- Ulla Galm, geb. Frieboes (1913–1988), deutsche Autorin und Übersetzerin
- Ulla Geiger (1951–2024), deutsche Schauspielerin und Filmemacherin
- Ulla von Gemmingen, geb. Ulrike Gertrud Brigitte Annelies von Gemmingen (* 1949), deutsche Museumspädagogin und bildende Künstlerin
- Ulla Ģērmane, geb. Lodziņa (* 1971), lettische Skirennläuferin
- Ulla Gläßer (* 1970 als Ulrike Gläser), deutsche Juristin
- Ulla Graf-Nobis, geb. Graf (1939–2016), deutsche Pianistin und Hochschullehrerin
- Ulla Grigat (* 1943), deutsche Malerin der konkreten Kunst
- Ulla Groskurt (* 1947), deutsche Politikerin (SPD)

### H
- Ulla Hahn (* 1945), deutsche Schriftstellerin und Herausgeberin
- Ulla Haselstein (* 1958), deutsche Literaturwissenschaftlerin
- Ulla Heise (* 1946), deutsche Autorin, Publizistin und Lektorin
- Ulla Held-Daab (* 1962), deutsche Juristin
- Ulla Henningsen (* 1951), dänische Theater- und Filmschauspielerin sowie Jazz/Chanson-Sängerin
- Ulla H’loch-Wiedey, geb. Wiedey (1920–2002), deutsche Bildhauerin
- Ulla Holthoff (* 1958), deutsche Sportjournalistin und ehemalige Wasserballerin
- Ulla Höpken (* 1943), deutsche Malerin
- Ulla von Höpken, geb. Ulrika von Fersen (1749–1810), schwedische Adelige und Hofdame
- Ulla Horký, geb. Heuel (* 1950), deutsche Multimedia-Künstlerin

### I
- Ulla Ihm (* 1981), deutsche Sängerin
- Ulla Ihnen (* 1956), deutsche Politikerin (FDP)
- Ulla Isaksson (1916–2000), schwedische Autorin und Drehbuchautorin

### J
- Ulla Jacobsson (1929–1982), schwedisch-österreichische Schauspielerin, im deutschen Sprachraum Ulla Jacobsen
- Ulla Jelpke (* 1951; eigentlich Ursula Jelpke), deutsche Politikerin (Die Linke)
- Ulla Johansen (1927–2021), deutschsprachige Ethnologin

### K
- Ulla Engeberg Killias (1945–1995), schwedische Kunstmalerin
- Ulla Klomp, geb. Ursula Hochstätter (* 1945), deutsche Schriftstellerin und Künstlerin
- Ulla Koch (* 1955 als Ursula Koch), deutsche Trainerin im Geräteturnen
- Ulla Kock am Brink (* 1961 als Ursula Eva Maria Kock am Brink), deutsche Fernsehmoderatorin
- Ulla Koppel (* 1948), dänische Schauspielerin
- Ulla Kösterke (* 1956), deutsche Filmtonfrau und Hochschullehrerin
- Ulla Kramar-Schmid, geb. Schmid (* 1966), österreichische Investigativ- und Wirtschaftsjournalistin
- Ulla Kreilinger (* 1962), deutsche Klassische Archäologin

### L
- Ulla Lachauer (* 1951 als Ursula Maria Demes), deutsche Dokumentarfilmerin, freie Journalistin und Buchautorin
- Ulla Larsen (1941–2021), dänische Schauspielerin
- Ulla Lindkvist (1939–2015), schwedische Orientierungsläuferin
- Ulla Lenze (* 1973), deutsche Schriftstellerin
- Ulla Lock (1934–2012), dänische Schauspielerin
- Ulla Lohmann (* 1977), deutsche Fotojournalistin und Dokumentarfilmerin
- Ulla Lundholm (* 1957), finnische Diskuswerferin
- Ulla Luther (* 1944), deutsche Architektin und Stadtplanerin

### M
- Ulla Maaskola (* 1959), finnische Skilangläuferin
- Ulla Mahrt (1936–2025), Schauspielerin und Hörspielsprecherin
- Ulla Mayer (* 1948), deutsche Silberschmiedin und Hochschullehrerin
- Ulla Meinecke (* 1953), deutsche Musikerin
- Ulla Melchinger (1932–1969), deutsche Fernsehansagerin und Schauspielerin
- Ulla Mitzdorf (1944–2013), deutsche Wissenschaftlerin
- Ulla Möllinger (* 20. Jh. als Ursula Möllinger), deutsche Filmeditorin
- Ulla Moritz (fl. 20. Jh.), deutsche Filmschauspielerin

### N
- Ulla Norden (1940–2018), deutsche Schlagersängerin

### O
- Ulla Oster (* 1956 als Ulrike Oster), deutsche Jazzmusikerin (Kontrabass, Komposition)

### P
- Ulla Pia, geb. Ulla Pia Nielsen (1945–2020), dänische Schlagersängerin
- Ulla Pilz (* 1967), österreichische Rundfunk-Journalistin, Sängerin und Musikvermittlerin
- Ulla Plener (* 1933), deutsche Historikerin
- Ulla Procopé, geb. Ulrika Eleonora Matilda Procopé (1921–1968), finnische Keramikerin und Gestalterin

### S
- Ulla Saar (* 1975), estnische Illustratorin, Graphikerin sowie Produkt- und Innendesignerin
- Ulla Salzgeber, geb. Helbing (* 1958), deutsche Dressurreiterin
- Ulla Schiedewitz (* 1986), deutsche Schauspielerin und Synchronsprecherin
- Ulla Schild (1938–1998), deutsche Afrikanistin und Literaturwissenschaftlerin
- Ulla Schmidt (* 1942), deutsche Politikerin (CDU)
- Ulla Schmidt (* 1949 als Ursula Radermacher), deutsche Politikerin (SPD)
- Ulla Schmidt (* 1966), dänische evangelische Theologin und Hochschullehrerin
- Ulla Scholl (sen.; 1919–2011), deutsche Bildhauerin
- Ulla M. Scholl (jun.; 1948), deutsche Bildhauerin
- Ulla Steinle (* 20. Jh.), deutsche Kanutin
- Ulla Strand, geb. Rasmussen (1943–2007), dänische Badmintonspielerin
- Ulla Strömstedt (1939–1986), schwedische Schauspielerin

### T
- Ulla Terlinden (* 1945), deutsche Soziologin und Stadt- und Geschlechterforscherin
- Ulla Tessin, geb. Ulrika Lovisa Sparre (1711–1768), schwedische Hofdame, Oberhofmeisterin und Gräfin
- Ulla Thönnissen (* 1963), deutsche Politikerin (CDU)
- Ulla Thorbjørn Hansen (* 1966), dänische lutherische Geistliche
- Ulla Tørnæs (* 1962), dänische Politikerin (Venstre)
- Ulla Trenter, geb. Anderson (1936–2019), schwedische Schriftstellerin und Übersetzerin

### W
- Ulla Wagener (* 1968), deutsche Schauspielerin und Synchronsprecherin
- Ulla Wagner (* 20. Jh.), deutsche Regisseurin und Autorin
- Ulla Waldhuber (* 1989), österreichische Biathletin
- Ulla Walter (* 1955), deutsche Malerin, Bildhauerin und Grafikerin
- Ulla Weber (* 1964), deutsche Gleichstellungspolitikerin
- Ulla Weigerstorfer (* 1967 als Ulrike Weigerstorfer), österreichische „MissWorld“ und Politikerin
- Ulla Werbrouck (* 1972), belgische Judoka und Politikerin
- Ulla Wessels (* 1965), deutsche Philosophin analytischer Ausrichtung
- Ulla Weymann (1916–2010), deutsche Lyrikerin
- Ulla Wiesner (* 1940), deutsche Sängerin
- Ulla Willick (1940–2019), deutsche Theaterschauspielerin
- Ulla Wischermann (* 1952), deutsche Soziologin mit Schwerpunkt Geschlechterforschung
- Ulla Wolff-Frank, geb. Rieke Hirschfeld (1848–1924), deutsche Schriftstellerin und Journalistin

### Z
- Ulla Ziemann (* 1969), deutsche Buch- und Drehbuchautorin
- Ulla Zirne (* 1995), lettische Rennrodlerin
- Ulla Zitelmann (* 1939), Fernsehansagerin des NDR

außerdem:
- Ursula Pia von Bernus (1913–1998), in den 1980er Jahren bekannt als „Schwarzmagierin“ Ulla

### Doppelname
- Ulla-Britt Althin (1925–2022), schwedische Weitspringerin und Sprinterin
- Ulla-Britt Söderlund (1943–1985), schwedische Kostümbildnerin
- Ulla-Karin Rönnlund, geb. Thelin (* 1977), schwedische Fußballspielerin
- Ulla-Lena Lundberg (* 1947), finnlandschwedische Schriftstellerin

## Unternehmen
- Ulla Popken, Modehandel
- Ulla, Miederwarenfabrik in Leinach